# Ilhas Horn

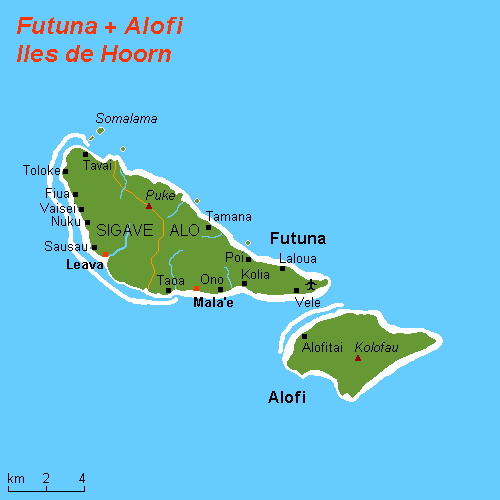
Ilhas Horn

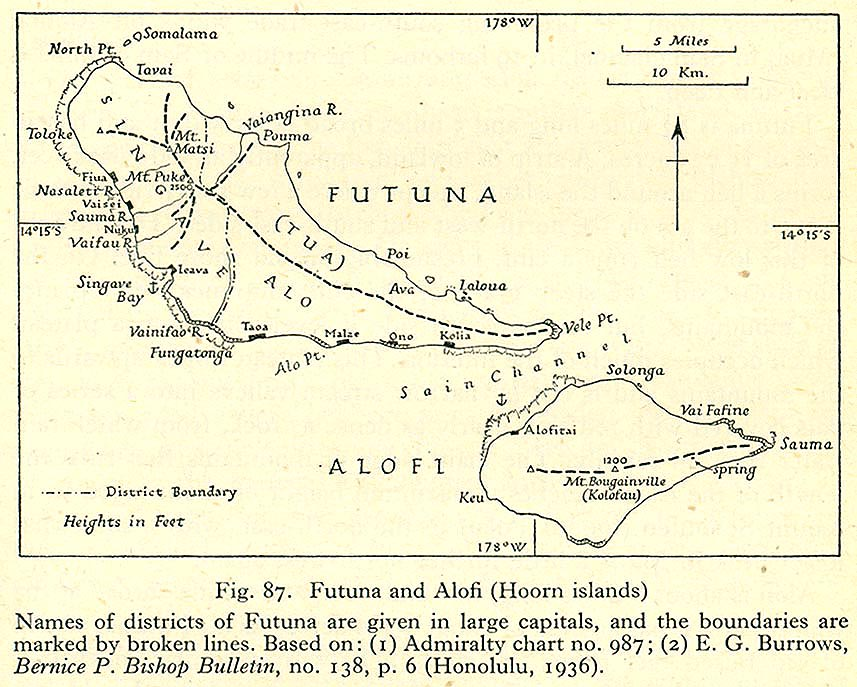
Ilhas Horn (Futuna e Alofi)

As ilhas Horn ou ilhas Hoorn, também chamadas ilhas Futuna, são um dos dois arquipélagos de Wallis e Futuna, coletividade ultramarina da França na Oceania. AS ilhas Horn são Futuna e Alofi. No total, a área das duas ilhas é de 115 km², contando com 4873 habitantes (censo de 2003).
O arquipélago deve o seu nome aos navegadores neerlandeses Willem Schouten e Jacob Le Maire, os primeiros europeus a visitar as ilhas em 1616. Deram-lhe o nome da cidade de Hoorn, nos Países Baixos, onde a sua expedição teve início.

## Geografia
Geograficamente, há duas ilhas no arquipélago:
- Futuna (noroeste) (83 km², pop. 4871)
- Alofi (sudeste) (32 km², pop. 2)

Administrativamente, as ilhas Horn incluem dois dos três reinos tradicionais de Wallis e Futuna:
- Tu`a (Alo): parte oriental da ilha Futuna, e ilha Alofi (área 85 km², pop. 2993)
- Sigave (Singave): parte ocidental da ilha Futuna (área 30 km², pop. 1880)